# Claude-Louis de La Châtre
Pour les articles homonymes, voir La Châtre.
Claude-Louis-Raoul de La Châtre, né le 30 septembre 1745 à Paris, mort le 13 juillet 1824 au château de Meudon, comte de Nançay puis duc de La Châtre, est un militaire et homme politique français.

## Biographie
Issu de la branche de Nançay de la maison de La Châtre, Claude-Louis entra au service en 1756, et fut fait lieutenant d'infanterie au régiment du Boulonnois (mars 1761). Passé avec le même grade dans les carabiniers en décembre 1763, il devint capitaine au même corps en mai 1764. Il fut nommé successivement colonel dans le régiment des Grenadiers de France le 3 janvier 1770, colonel du régiment de Royal-Vaisseaux, et gentilhomme d'honneur de Monsieur (puis Louis XVIII), en 1771, mestre de camp commandant des dragons de Monsieur le 24 février 1774, l'un des premiers gentilshommes de la chambre de ce prince, et chevalier de Saint-Louis en 1779, il devint, le 5 décembre 1781, brigadier des armées du roi, et, le 9 mars 1788, maréchal-de-camp.
La même année, en décembre, il fut pourvu par le roi de la charge de bailli, du grand bailliage de Berry, dont s'était démis en sa faveur le prince de Conti, gouverneur de la province.
La Châtre fut chargé de l'inspection des troupes de cavalerie de la division de la province de Guyenne en 1789.

### Révolution française
Le comte de Nançay (par courtoisie), fut élu, le 27 mars 1789, par le bailliage de Berry, député de la noblesse aux États généraux. Il vota constamment avec le côté droit et signa les protestations des 12 et 15 septembre 1791.

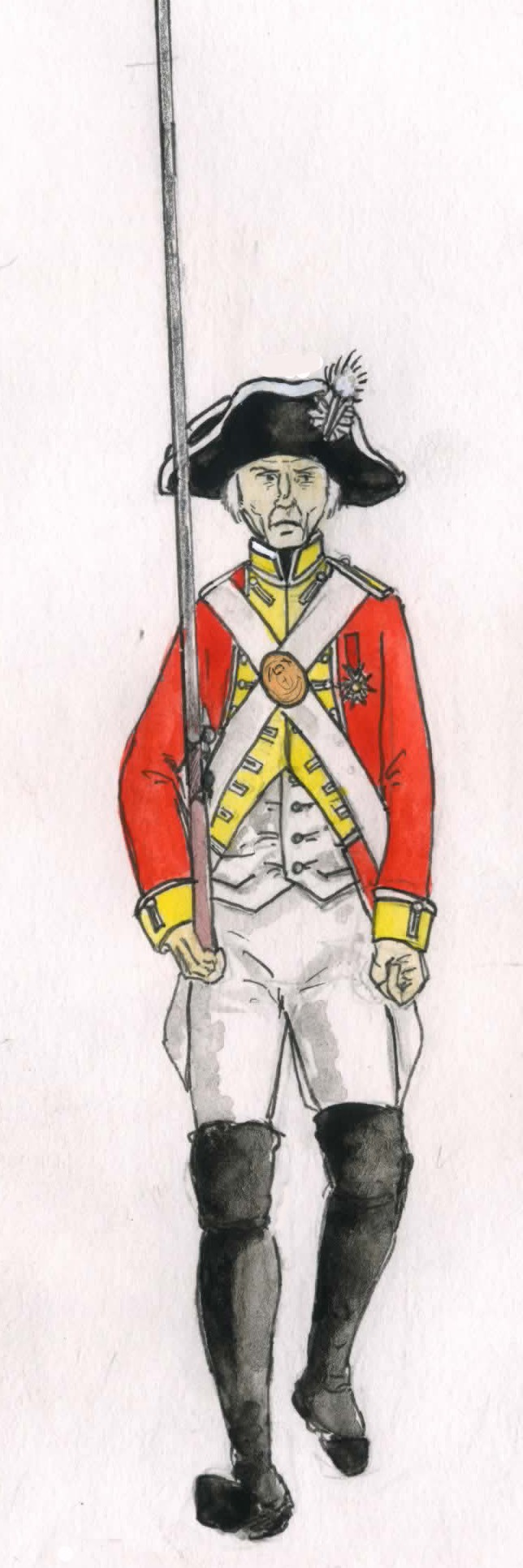
Uniforme du Régiment Loyal-Émigrant.

Déjà il était sorti de France, et s'était rendu à Mons, où Monsieur, qui « honorait » le comte dit de La Châtre d'une confiance particulière, arriva de son côté, en juin de la même année :
« M. de La Chastre accompagna le prince en émigration, et fut chargé de l'organisation des compagnies composées d'officiers de terre et de mer, et de gentilshommes et volontaires, destinés à former le corps d'armée de S. A. S. le duc de Bourbon au sein de l'armée des Princes. Le comte de La Chastre en commanda l'avant-garde pendant la campagne de 1792 (à la compagnie de grenadiers qu'il avait levée à Ath en janvier de cette année) ».
Après le licenciement de ce corps, il fut envoyé par les princes à Londres, où il obtint, en 1793, la levée, par capitulation, d'un régiment d'abord connu sous son nom, puis sous celui de Loyal-Émigrant, à la solde anglaise. Il commanda cette légion qui se distingua dans les Pays-Bas aux affaires d'Ostende, de Furnes, de Nieuport, et à la belle sortie de Menin. Ce fut à la suite de cette campagne, où M. de La Châtre fut blessé d'une balle et d'un coup de baïonnette, qu'il obtint la concession d'un lion portant l'étendard de sa légion, en cimier de ses armoiries.
Il combattit, et se fit écraser, à Quiberon à la tête de ce même corps, dont les débris, réorganisés et augmentés de nouvelles troupes, furent ensuite employés en Portugal, et enfin licenciés en 1802.
Le comte de La Châtre se retira alors à Londres, où il jouit du traitement de colonel de l'armée britannique, et où le comte de Provence l'accrédita, en 1807, près de Georges III. Jusqu'à la Restauration, M. de La Châtre fut en Angleterre un des agents les plus zélés de Louis XVIII.

### Restauration

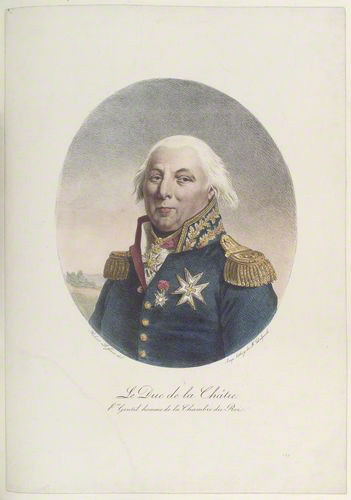
Claude Louis, duc de La Châtre, par François Delpech, d'après Robert Lefèvre, vers 1832.

Maintenu à Londres, en 1814, en qualité d'ambassadeur de France, il fut nommé lieutenant général le 22 juin suivant, et appelé à la pairie le 17 août 1815 ; son nom ne figure pas dans le scrutin du jugement du maréchal Ney.
Il revint à Paris, au mois d'avril 1816. Le Roi le nomma l'un des premiers gentilshommes de sa chambre, officier de la Légion d'honneur, ministre d'État, et membre du Conseil privé, le 12 juin suivant.
Le titre de duc fut attaché à sa pairie par ordonnance royale du 31 août 1817, et il fut créé chevalier-commandeur de l'ordre du Saint-Esprit le 30 septembre 1820. Il était aussi chevalier des ordres de Saint-Lazare et du Mont-Carmel (1783) et, depuis 1814 jusqu'à sa mort, administrateur général de l'ordre au nom du protecteur (grand maître), Louis XVIII.
Le duc de La Châtre mourut au château royal de Meudon, le 13 juillet 1824 ; sans descendance après la mort de son fils unique en 1802, sa pairie se trouva éteinte. Claude-Louis de La Châtre-Nançay instituera son cousin Raoul-Armand-Joseph-Jean de La Châtre-Leyraud (branche de Paray) légataire de ses biens, fortune et titres.
De son mariage, le 15 juin 1778 à Paris, avec Marie-Charlotte Bontemps (1762-1848), fille de Louis Dominique Bontemps (1738-1766), premier valet de chambre du roi (1747-1766), gouverneur du Palais des Tuileries, La Châtre avait eu un fils, Alphonse-Louis-Nicolas (né le 22 août 1779), sous-lieutenant, qui avait, en qualité d'aide de camp, accompagné le général Rochambeau dans l'expédition de Saint-Domingue, où ce jeune officier fut tué par les insurgés, le 6 février 1802, dans un débarquement effectué à la baie de Mancenille. Divorcés en janvier 1793, la comtesse de La Châtre convola en secondes noces, le 20 nivôse an VII (9 janvier 1799), avec le marquis de Jaucourt.
Les papiers personnels de Claude-Louis, duc de La Châtre sont conservés aux Archives nationales sous la cote 197AP.

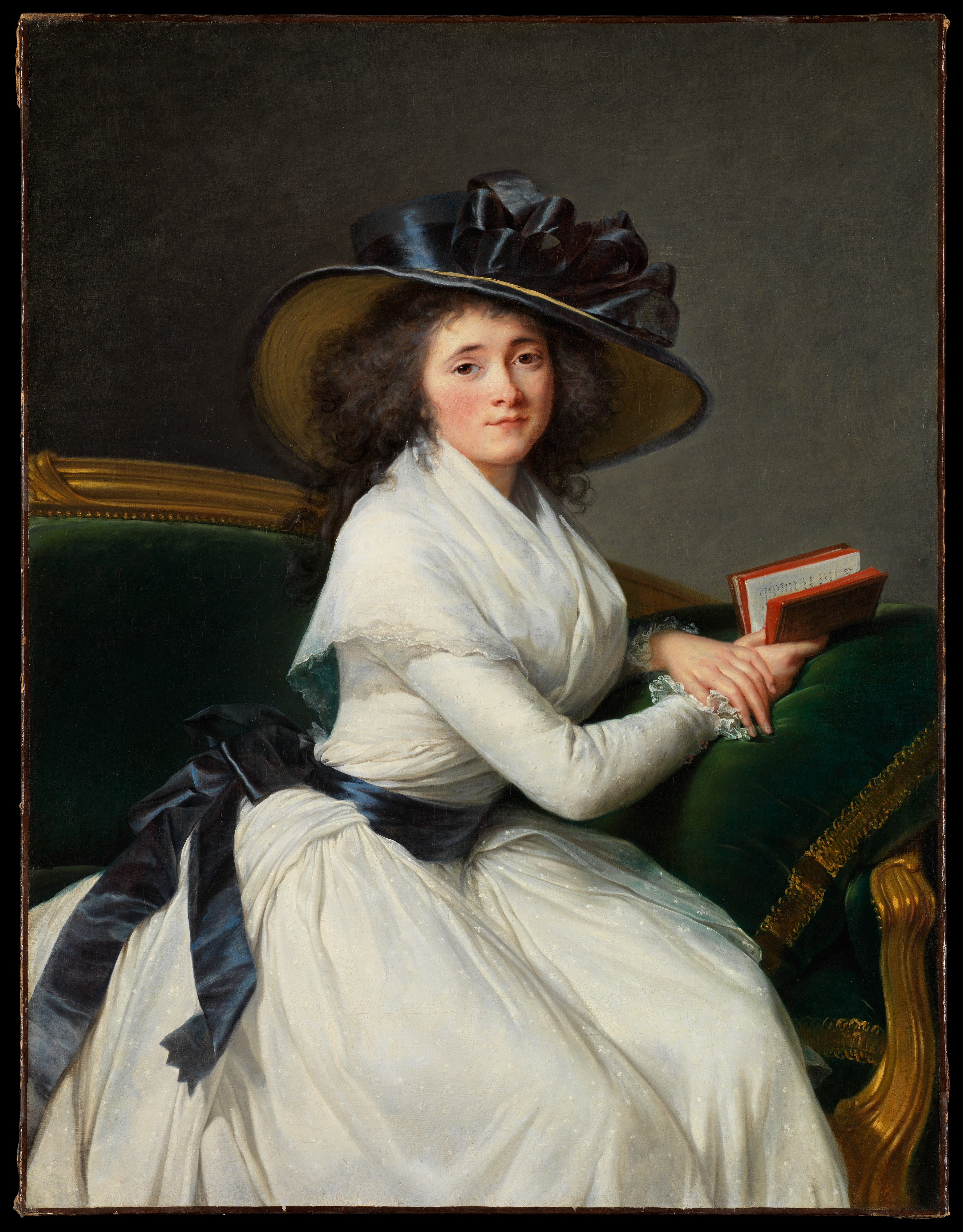
La Comtesse de La Châtre par Élisabeth Vigée Le Brun (1755–1842), 1789, Metropolitan Museum of Art, New York.
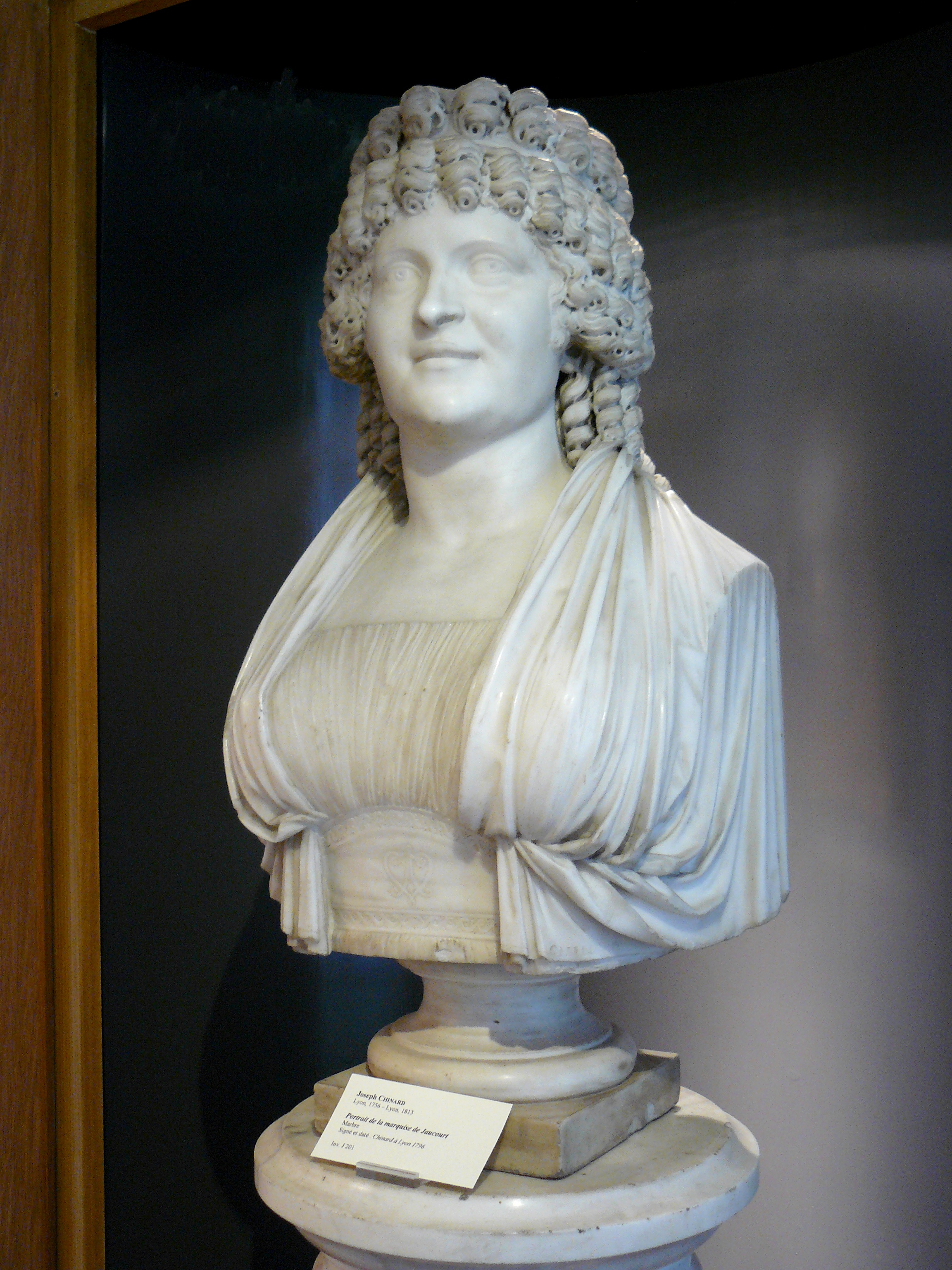
Buste de Marie Charlotte Louise Perrette Aglaé Bontemps (1762-1848), comtesse de La Châtre, par Joseph Chinard (Lyon, 1796), Musée Cognacq-Jay

## Titres
Ancien Régime 

- Comte de Nançay (de courtoisie);
- Baron de La Roche-Simon et de Varennes-l’Enfant;
- Seigneur de: Malicorne, Châtaudeau, Vilaines, Crômières, Tacé, Dureil, Poillé, Epineu-le-Seguin, Plessis de Tacé, Bonnefontaine, La Chesnardière, Bréhermont, La Perrière, La Cour d’Auvers, Chalendos.

À la Restauration 
 
- Pair de France[5] :
  - Pair héréditaire le 17 août 1815 (comte) ;
  - Duc et pair le 31 août 1817 ;
- Grand d'Espagne.

## Décorations
- Chevalier de Saint-Louis (1779) ;

Croix du Saint-Esprit

- Commandeur des ordres de Saint-Lazare et du Mont-Carmel (1783) et administrateur-général de l'ordre (1814-1824) ;
- Chevalier-commandeur de l'ordre du Saint-Esprit (30 septembre 1820) ;
- Légion d'honneur[6] :
  - Chevalier (24 août 1820), puis,
  - Officier de la Légion d'honneur (19 août 1823) ;
- Chevalier de la Toison d'or.

## Armoiries
| Figure | Blasonnement |
|        | Armoiries du duc de La Châtre Écu: De gueules, à la croix ancrée de vair,. SupportsDeux lions d'or lampassés de gueules. Couronne de prince sur l'écu, et couronne ducale sur le manteau. CimierLe lion royal d'Angleterre, qui est d'or, ayant le poitrail ceint d'une couronne de laurier de sinople, et portant l'étendard du régiment Loyal-Émigrant, où sont écrits ces mots : « L.E. Fac et spera. » Devise« Atavis Et Armis ». (De la Maison de La Châtre, devise : "Semper nobilis", cri de guerre ; "A l'attrait des bons chevaliers"). |

### Sources
- « Duc de La Châtre (Claude-Louis, comte de Nançay) », dans Adolphe Robert et Gaston Cougny, Dictionnaire des parlementaires français, Edgar Bourloton, 1889-1891 [détail de l’édition] [texte sur Sycomore] ;
- Jean-Baptiste-Pierre Jullien de Courcelles, Histoire généalogique et héraldique des pairs de France : des grands dignitaires de la couronne, des principales familles nobles du royaume et des maisons princières de l'Europe, précédée de la généalogie de la maison de France, vol. 6, 1826 [détail de l’édition] (lire en ligne).